# Neomachilis halophila
Neomachilis halophila är en insektsart som beskrevs av Filippo Silvestri 1911. Neomachilis halophila ingår i släktet Neomachilis och familjen klippborstsvansar. Inga underarter finns listade i Catalogue of Life.